# Charles Bickford
Charles Bickford (1 de enero de 1891-9 de noviembre de 1967) fue un actor estadounidense.

## Inicios y carrera
Bickford nació en Cambridge (Massachusetts), en el primer minuto de 1891. Quinto de entre siete hermanos, Charles fue un chico inteligente, pero muy independiente e indisciplinado. Cuando tenía nueve años fue juzgado y absuelto por el intento de asesinato de un motorista que accidentalmente había atropellado a su perro. Durante su adolescencia viajó sin rumbo por los Estados Unidos, aunque posteriormente llegó a graduarse en el Instituto Tecnológico de Massachusetts.
Antes de empezar a actuar, trabajó como leñador, promotor de inversiones, y durante un breve período dirigió un negocio de exterminio de pestes. Finalmente se unió a una compañía de teatro con la que viajó por los Estados Unidos durante más de una década, interviniendo con la misma en varias producciones. Durante una representación en una obra de Broadway llamada "Outside Looking In," fue descubierto por el legendario director Cecil B. DeMille, que le ofreció un contrato con los estudios Metro-Goldwyn-Mayer. Pronto empezó a trabajar con MGM en numerosos proyectos. 
Se convirtió en una estrella tras interpretar al amante de Greta Garbo en Anna Christie (1930), pero nunca llegó a ser intérprete de grandes papeles románticos. Siempre con mentalidad independiente, de carácter fuerte y rápido con los puños, Bickford discutía con frecuencia y a veces llegaba a las manos con Mayer. Durante el rodaje de la película de DeMille Dynamite, pegó a su director, por lo que finalmente se encontró en la lista negra de la MGM. Comprensiblemente, su asociación con MGM duró poco, y Bickford fue un actor independiente durante varios años. Posteriormente firmó con los estudios 20th Century Fox, donde se le garantizó que interpretaría papeles principales. Sin embargo, Bickford resultó herido por un león mientras rodaba East of Java en 1935. Aunque se recuperó del ataque, perdió su contrato con la Fox, así como su status de protagonista, debido a las extensas cicatrices que le quedaron como secuela, así como a su ya avanzada edad.

## Éxito y actor de carácter
Habiendo desaparecido la posibilidad de hacer papeles protagonistas, Bickford buscó papeles de actor de carácter. Aquí encontró sus mayores éxitos, tanto en el cine como más tarde en la televisión. Su constitución robusta, sus facciones marcadas, emparejadas con su áspera pero poderosa voz, le llevaron a ser elegido en una gran variedad de papeles en producciones de alta calidad. A menudo interpretaba papeles de padres queridos, decididos hombres de negocio, matones, capitanes de barco o figuras autoritarias de diverso tipo. A lo largo de los años cuarenta fue nominado en tres ocasiones al Oscar al mejor actor de reparto.

## Años finales
En sus últimos años, Bickford interpretó al ranchero John Grainger, propietario del Rancho Shiloh en la serie de la NBC El virginiano. Falleció en Los Ángeles a causa de una infección sanguínea, a los 76 años de edad. Se había casado en 1919 con Beatrice Loring. Tuvieron un hijo, Rex, y una hija, Doris.

## Filmografía parcial
- Dynamite (1929)
- Dejada en prenda (1934)
- Pride of the Marines (1936)
- High, Wide, and Handsome (La furia del oro negro) (1937)
- The Plainsman (1937)
- Of Mice and Men (La fuerza bruta) (1939)
- Queen of the Yukon (1940)
- Reap the Wild Wind (Piratas del Mar Caribe) (1942)
- La canción de Bernadette (1943)
- Mr. Lucky (Mister Lucky) (1943)
- Wing and a Prayer (Alas y una plegaria) (1944)
- Duelo al sol (1946)
- The Farmer's Daughter (Un destino de mujer, 1947)
- Una mujer en la playa (1947)
- Johnny Belinda (1948)
- Whirlpool (Vorágine) (1949)
- Jim Thorpe, All American (1951)
- Ha nacido una estrella (1954) junto a Judy Garland y James Mason
- The Court-Martial of Billy Mitchell (1955)
- Not as a Stranger (No serás un extraño) (1955)
- Horizontes de grandeza (1958)
- Los que no perdonan (1960)
- Días de vino y rosas (1962)
- A Big Hand for the Little Lady (El destino también juega) (1966)

## Premios y distinciones
Premios Óscar
| Año  | Categoría              | Película                 | Resultado |
| ---- | ---------------------- | ------------------------ | --------- |
| 1944 | Mejor Actor de Reparto | La canción de Bernadette | Nominado  |
| 1948 | Mejor actor de reparto | Un destino de mujer      | Nominado  |
| 1949 | Mejor actor de reparto | Belinda                  | Nominado  |